# Alstom Konstal

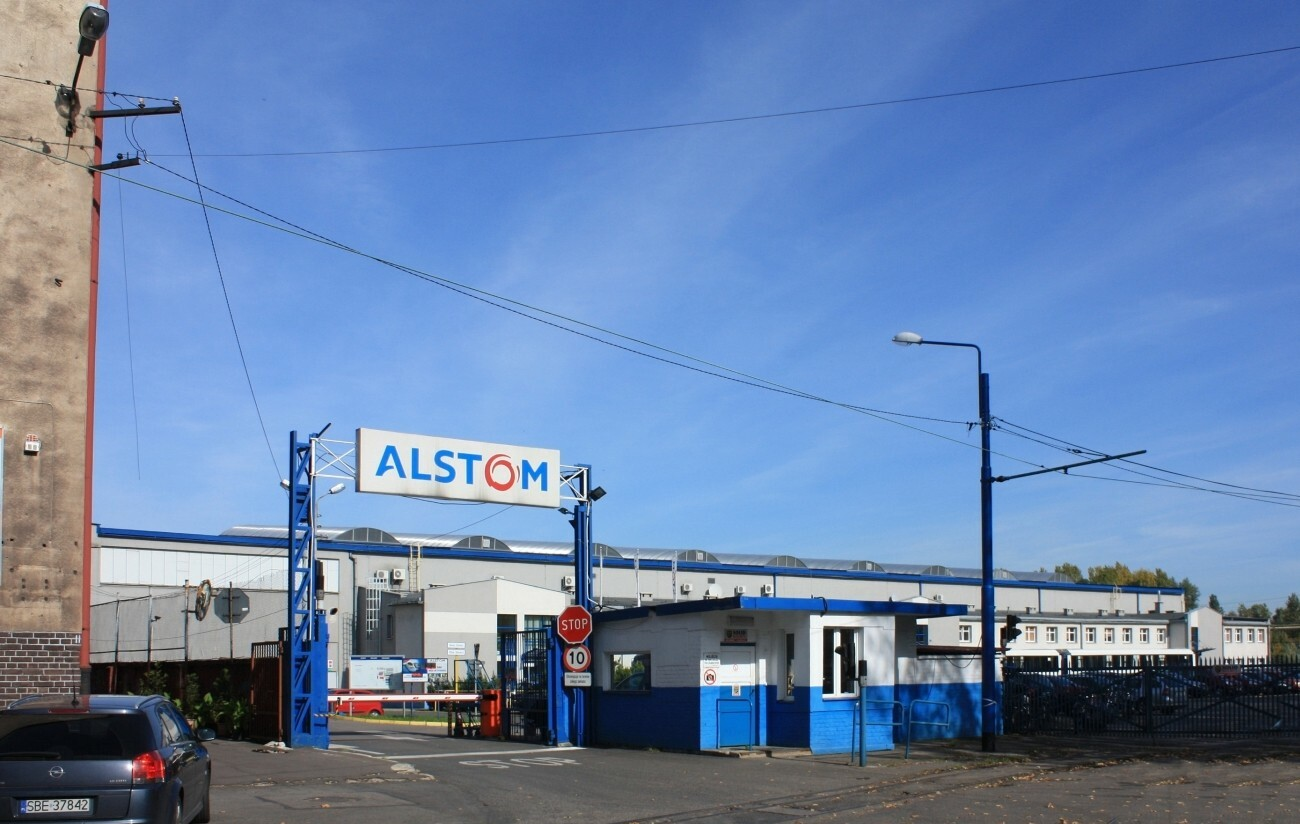
Brama wjazdowa na teren zakładu (2012), nad fotografią historyczne logo przedsiębiorstwa (1975)

Alstom Konstal – przedsiębiorstwo z siedzibą w Chorzowie produkujące pojazdy szynowe, w szczególności wagony metra i tramwaje, a także podzespoły dla pociągów. W 1864 zakłady zostały założone jako część Huty Królewskiej, a w 1917 zostały wyłączone z jej struktur jako osobne przedsiębiorstwo. W czasie II wojny światowej fabryka należała do koncernu Reichswerke Hermann Göring i produkowała na potrzeby wojska III Rzeszy, natomiast w okresie PRL-u była głównym dostawcą tramwajów dla całego kraju oraz taboru kolejowego i różnego rodzaju konstrukcji stalowych dla Polski i innych państw. W 1995 akcje spółki zostały wniesione do Narodowych Funduszy Inwestycyjnych, po czym zakłady rozpoczęły współpracę z fabryką Linke-Hofmann-Busch należącą do francuskiego koncernu GEC Alsthom. W 1997 przedsiębiorstwo zostało zakupione przez ten koncern, a rok później, jednocześnie ze zmianą jego nazwy na Alstom, polska fabryka przyjęła obecną nazwę.

## Historia

### Geneza i początki działalności (1864–1918)
W związku z mającym miejsce w latach 60. XIX w. intensywnym rozwojem kolei na Śląsku, w 1864 powstały Warsztaty Przetwórcze (niem. Verarbeitungswerkstätte). Zostały one utworzone jako wydział produkcyjny chorzowskiej Huty Królewskiej (niem. Königshütte) i umieszczone na terenie dawnej walcowni stali. Ich pierwszym zadaniem było przetwarzanie stali produkowanej w hucie na różne akcesoria do torów i taboru kolejowego.
W 1870 hutę wraz z Warsztatami Przetwórczymi nabył od Rządu Królestwa Pruskiego hrabia Hugo Henckel von Donnersmarck, który był również właścicielem Huty Laura w Siemianowicach Śląskich. 2 czerwca 1871 utworzono przedsiębiorstwo Zjednoczone Huty Królewska i Laura Spółka Akcyjna dla Górnictwa i Hutnictwa (niem. Vereinigte Königs- und Laurahütte Actien Gesellschaft für Bergbau und Hüttenbetrieb) z siedzibą w Berlinie. Warsztaty Przetwórcze, po wejściu w jego skład, rozbudowano o nowe wydziały. W tym samym roku otwarto wydział produkcji odkuwek i zestawów kołowych taboru kolejowego, w 1894 wydział produkcji mostów i konstrukcji stalowych, a rok później wydział produkcji wagonów kolejowych. Ostatni z nich zajmował obszar około 25 000 m², z czego 10 000 m² stanowiły hale montażowe. Asortyment produkowanych wagonów był stale rozszerzany i obejmował wagony pocztowe, cysterny do przewozu nafty, smoły i piwa, wagony garnkowe do przewozu kwasów stężonych, do transportu bydła oraz specjalne do transportu gorących bloków i kęsów dla walcowni stali. W 1901 uruchomiono wydział produkcji wyrobów tłoczonych z blach, a w 1908 wydziały produkcji sprężyn i rozjazdów kolejowych. W lipcu 1917 warsztaty wyłączono ze struktury organizacyjnej Huty Królewskiej, gdyż w tym czasie produkcja fabryki odbiegała od działalności huty surowcowej. Utworzone samodzielne przedsiębiorstwo otrzymało nazwę Zarząd Warsztatów Huty Królewskiej (niem. Werkstättenverwaltung Königshütte).

### Okres międzywojenny (1918–1939)
W 1922 do Polski została przyłączona część Górnego Śląska, w której znajdowała się większość kopalń, hut i fabryk należących do przedsiębiorstwa zjednoczonych hut. Spolszczeniu uległa wtedy jego nazwa na Górnośląskie Zjednoczone Huty Królewska i Laura Spółka Akcyjna w Katowicach, ale mimo to pozostało w rękach Niemców. Niestabilna sytuacja ekonomiczna odrodzonej Polski oraz wojna celna z Niemcami, która w 1925 doprowadziła do wstrzymania eksportu z Polski do Niemiec, spowodowały spadek produkcji górnośląskich zakładów. Ponadto polityka niemieckich właścicieli fabryk leżących w polskiej części Górnego Śląska polegała na przejściowym unieruchamianiu tychże przedsiębiorstw.
W połowie 1929 w Nowym Jorku utworzono Consolidated Silesian Steel Corporation (pol. Zjednoczone Towarzystwo Stali Śląskiej), którego 30% akcji należało do banku Brown Brothers & Company, a pozostałe 70% do banków niemieckich reprezentowanych przez Friedricha Flicka. W skład CSSC weszła większość niemieckich przedsiębiorstw na Śląsku, w tym Katowicka Spółka Akcyjna dla Górnictwa i Hutnictwa oraz Górnośląskie Zjednoczone Huty Królewska i Laury Spółka Akcyjna w Katowicach, której 10% akcji należało do Skarbu Państwa Polskiego. Te dwa przedsiębiorstwa zawarły porozumienie o wspólnocie interesów w celu prowadzenia jednej administracji, jednolitego programu produkcji oraz wspólnej sprzedaży produktów, ale zachowując odrębność prawną i majątkową. Działania spółek i polityka Niemców doprowadziła do bankructwa przedsiębiorstw, dlatego 29 marca 1934 katowicki sąd grodzki ustanowił nad nimi nadzór sądowy. W 1936 strona polska zaproponowała przejęcie przedsiębiorstw od Niemców i jeszcze w tym samym roku połączyły się one we Wspólnotę Interesów Górniczo-Hutniczych Spółka Akcyjna w Katowicach, której 80% akcji posiadało polskie Zjednoczenie Górniczo-Hutnicze, a po 10% było w rękach Skarbu Państwa Polskiego i CSSC. Dwa lata później był to największy koncern na polskim Górnym Śląsku. W jego skład wchodziły Zakłady Przetwórcze Wspólnoty Interesów Górniczo-Hutniczych Spółka Akcyjna w Katowicach, których dotychczasowy profil produkcji został rozszerzony o tramwaje dla Górnego Śląska i Warszawy oraz kopalniane wozy kolejowe, a także maszty nadajników radiowych, wieże spadochronowe, urządzenia przeładunkowe dla portu gdyńskiego i wojskowe mosty pontonowe.
W 1936 zbudowano czteroosiowy wagon silnikowy serii ESCx nazywany Luxtorpeda, a w 1939 wykonano pierwsze spawane pudła wagonów osobowych.

### Okres II wojny światowej (1939–1945)
11 grudnia 1939 i 27 marca 1940, po wkroczeniu niemieckich wojsk i administracji, majątek Wspólnoty Interesów Górniczo-Hutniczych przeszedł pod zarząd komisaryczny państwowego koncernu Reichswerke A.G. für Berg- und Hüttenbetriebe Hermann Göring. Warsztaty Przetwórcze weszły w jego skład i przyjęły nazwę Górnośląskie Zakłady Metalowe Spółka Akcyjna Huty Królewskiej/Górny Śląsk (niem. Oberschlesische Metallwerke Aktien-Gesellschaft Königshütte/Oberschlesien, w skrócie Osmag). Polacy zostali zwolnieni ze stanowisk kierowniczych, kilkuset pracowników wywieziono w głąb Niemiec na roboty przymusowe, a kilkudziesięciu, głównie byłych uczestników powstań śląskich, wysłano do obozów pracy.
W związku ze zmianą dotychczasowej produkcji zakładu na produkcję na potrzeby wojska wydział budowy mostów przystosowano do produkcji dział, a w miejscu wydziału rozjazdów kolejowych postawiono cynkownię. Wydział wagonów natomiast produkował segmenty kadłubów okrętów podwodnych, suche doki i podwozia dział. Zatrudniani byli, prócz polskich robotników, również jeńcy wojenni i więźniowie obozów koncentracyjnych. W ostatnich dniach okupacji Niemcy planowali zniszczyć fabrykę, ale ostatecznie zdążyli wywieźć 120 obrabiarek i innych urządzeń oraz zniszczyć kotłownię, elektrownię, sprężarki powietrza i środki transportu.
27 stycznia 1945 Chorzów został zajęty przez oddziały radzieckie. Na terenie zakładu, który był miejscem walk, znajdowały się zwłoki żołnierzy radzieckich i niemieckich oraz uszkodzone budynki. Budynek administracyjny przy bramie głównej został zniszczony, a warsztat mechaniczny splądrowany. Maszyny, których nie zdążono wywieźć, leżały pod gołym niebem przy hałdzie, a silne mrozy spowodowały uszkodzenia wodociągów oraz rur centralnego ogrzewania i sprężonego powietrza. Rozpoczęto prace remontowe i porządkowanie terenu fabryki. Zabezpieczono okna przez prowizoryczne wstawienie blach zamiast szyb, usunięto gruz i naprawiono drogi zakładowe. Ponadto wstawiono piece węglowe i koksowe do wnętrz pomieszczeń oraz zabezpieczono instalacje rurowe przed ich dalszym niszczeniem. 1 lutego grupa pracowników usuwających zniszczenia wojenne liczyła około 90 osób. W pokojach przy głównym magazynie utworzono dyrekcję, księgowość, straż przemysłową i pożarną, działy kadr, aprowizacji i zaopatrzenia, biura zarobkowe i konstrukcyjno-technologiczne oraz inne komórki niezbędne do rozpoczęcia produkcji. Kierownikiem zakładu, który uruchomiono pod nazwą Warsztaty Przetwórcze w Chorzowie, został Władysław Wachniewski.
5 lutego 1945 uruchomiono pierwszy kocioł, który dostarczał parę na potrzeby centralnego ogrzewania. Cztery dni później naprawiono instalację sprężonego powietrza, co pozwoliło uruchomić młot pneumatyczny i rozpocząć produkcję w ograniczonym zakresie. Jako pierwszy działalność rozpoczął wydział budowy mostów, który jeszcze w tym samym miesiącu przebudował most w Chorzowie Batorym. Po nim otwarto wydział budowy wagonów, a kilka tygodni później odbudowano kuźnię, tłocznię i resorownię. Zaczęto pozyskiwać pierwsze zamówienia z różnych regionów kraju. Do Warszawy skierowano ekipę remontową, która z koryta Wisły usuwała pozostałości zniszczonego mostu Poniatowskiego. W tym samym czasie w fabryce powstawały nowe przęsła dla tego mostu, a ponadto rozpoczęto odbudowę całkowicie zniszczonych i naprawy uszkodzonych warszawskich tramwajów oraz produkcję nowych węglarek.

### Mostowagon i Konstal (1945–1997)

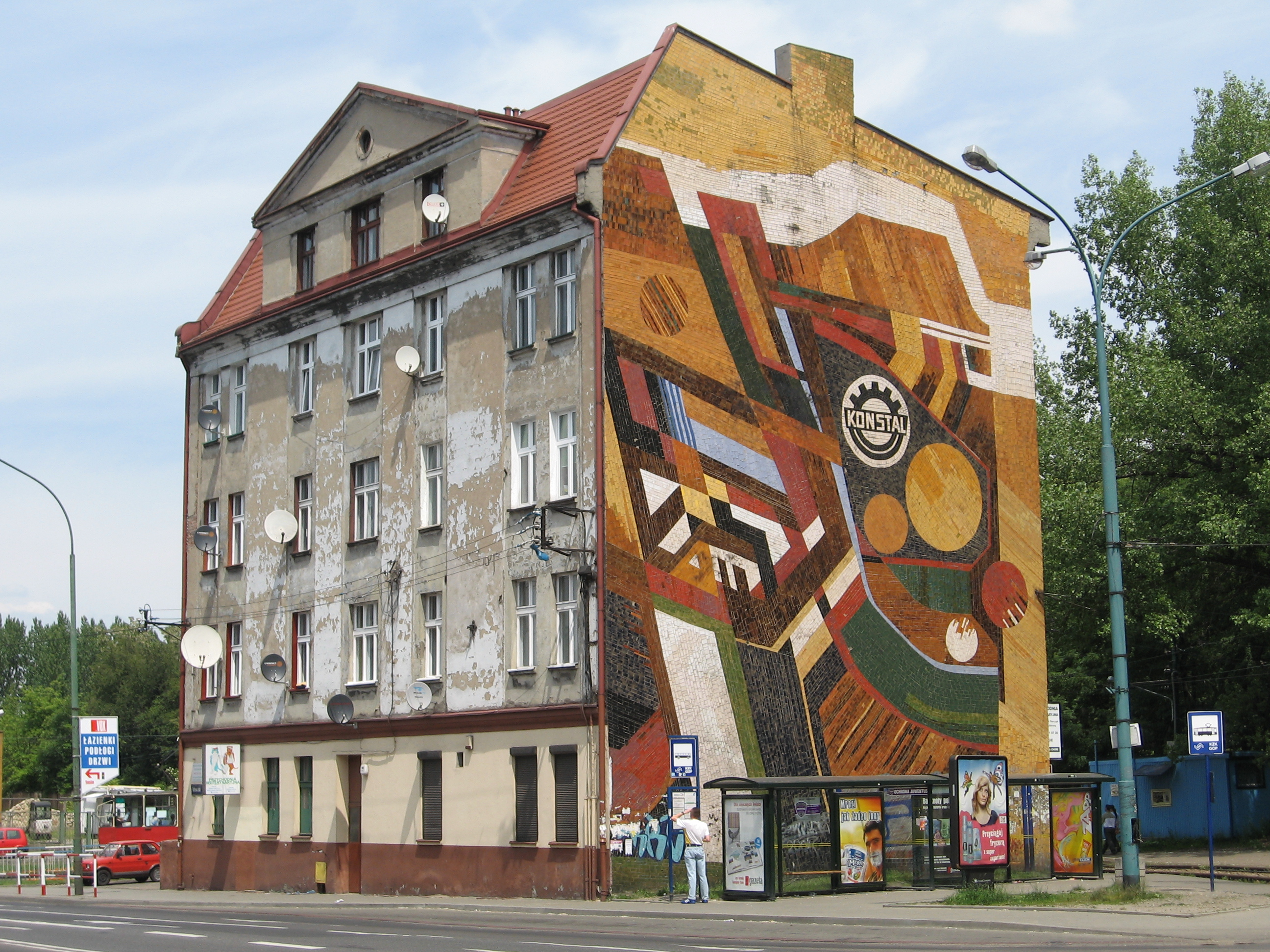
Mozaika z logiem Konstalu w Chorzowie (2006)

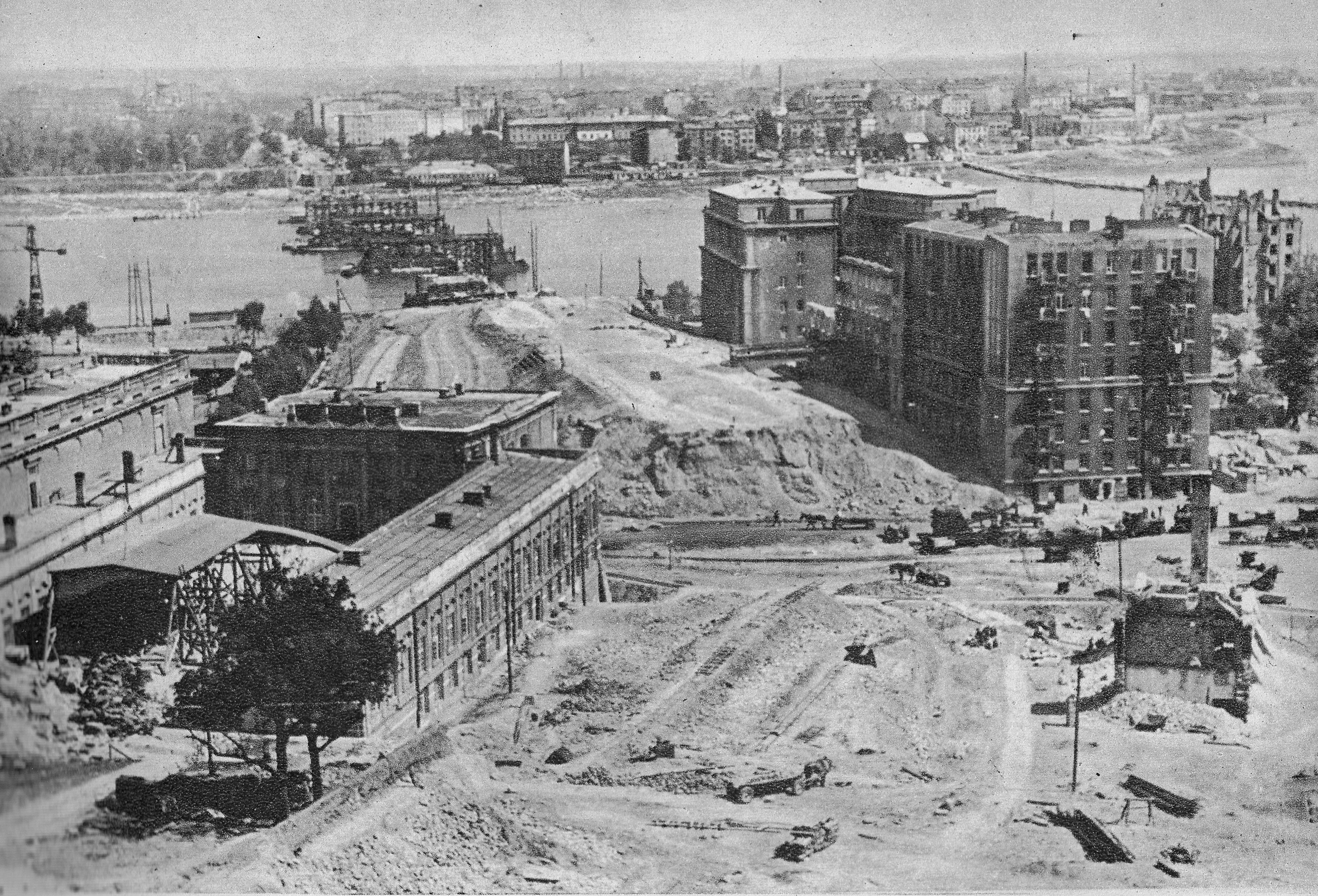
Budowa mostu Śląsko-Dąbrowskiego w Warszawie

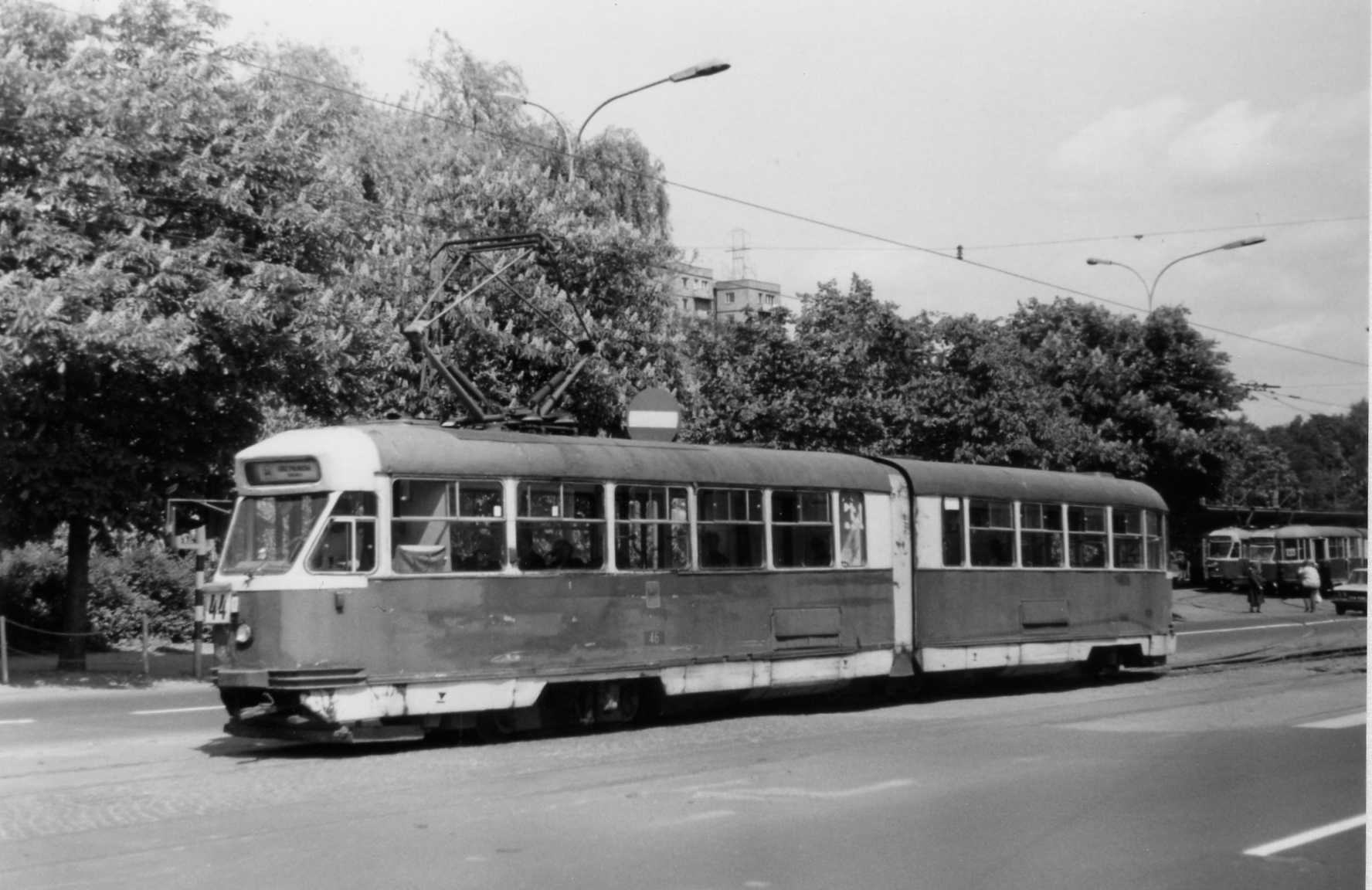
Łódzki wagon 803N

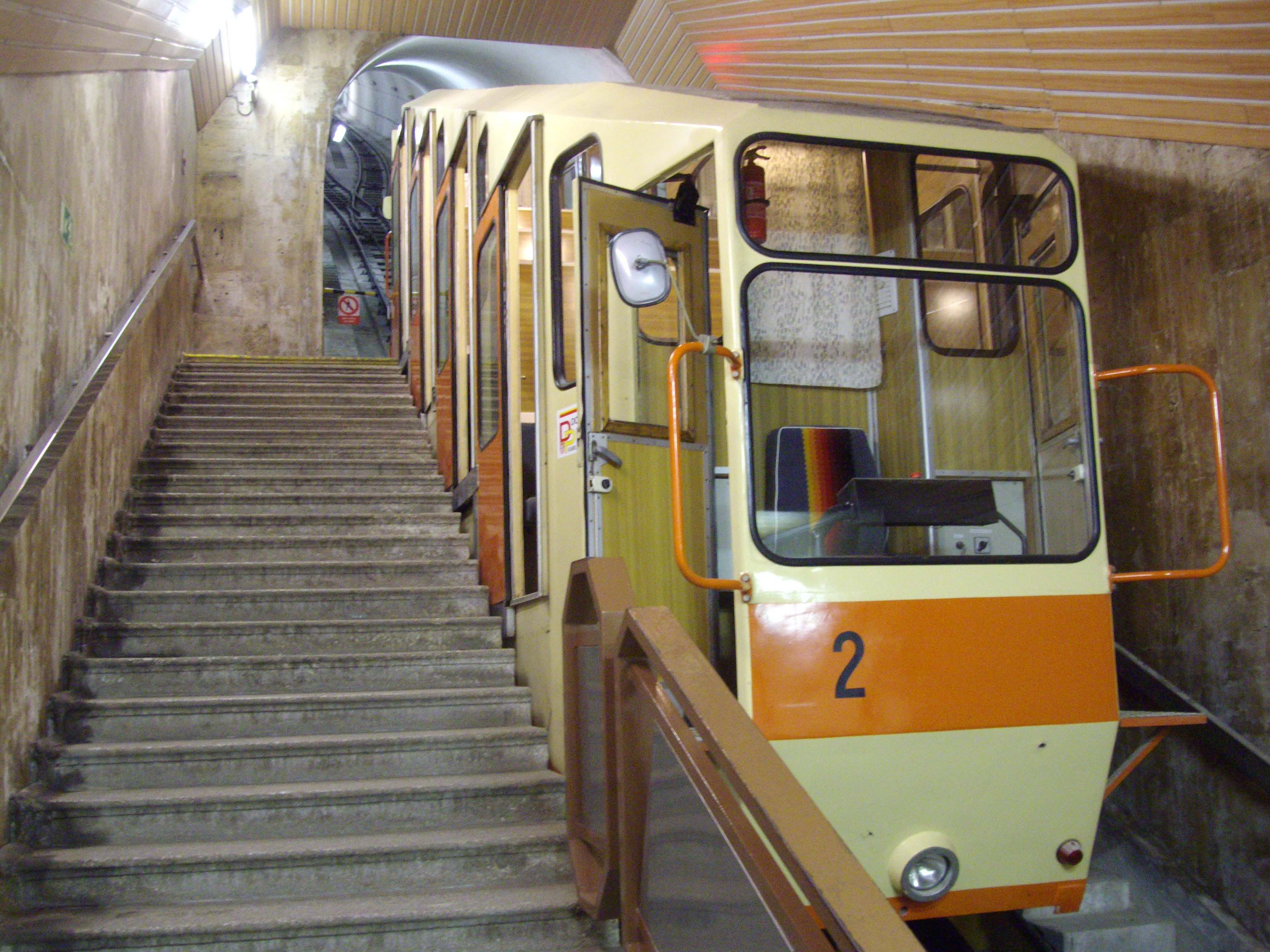
Wagon kolei linowej Imperial w Karlowych Warach

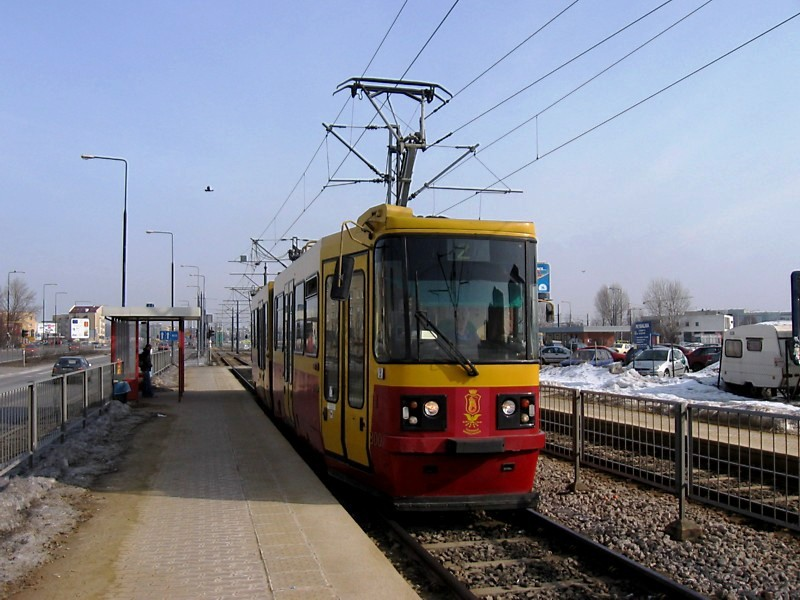
Pierwszy chorzowski tramwaj niskopodłogowy typu 112N

Po zakończeniu wojny fabryce nadano nazwę Chorzowska Wytwórnia Mostów i Wagonów (w skrócie Mostowagon). Pod koniec 1945 zatrudnienie zakładu wynosiło 1853 osób, a na początku 1946 w fabryce pracowało 2812 osób.
W pierwszych latach powojennych podstawową produkcją fabryki były mosty i inne konstrukcje stalowe, wagony towarowe i tramwajowe oraz rozjazdy kolejowe i tramwajowe. 1 maja 1946 Mostowagon dostarczył PKP 100 pierwszych powojennych węglarek. Również w 1946 uruchomiono nowy wydział budowy wózków. Tłocznia, resorownia i kuźnia dostarczały elementy zarówno na potrzeby własne, jak i dla innych producentów taboru kolejowego w kraju. Wydziały mechaniczny i zestawów kołowych otrzymały 44 obrabiarki, które znacznie podniosły zdolność produkcyjną zakładu.
Odbudowująca się ze zniszczeń Polska potrzebowała seryjnej produkcji tramwajów. 17 października 1946 w Katowicach zorganizowano konferencję w tej sprawie i postanowiono wówczas, że konstrukcja nowego typu wagonu będzie wzorowana na niemieckim dwuosiowym wagonie KSW. W latach 1946–1947 specjalnie powołana komisja opracowała kompletną dokumentację techniczną normalnotorowego tramwaju silnikowego typu N i doczepnego typu ND, a jednocześnie skonstruowano również wersję wąskotorową 2N i 2ND.
W 1947, za sprawą orzeczenia ministra przemysłu i handlu z 30 lipca ogłoszonego w Monitorze Polskim 5 września, fabryka dotychczas należąca do Wspólnoty Interesów Górniczo-Hutniczych została przejęta przez Skarb Państwa. Zmiana ta jednak nie wpłynęła na działalność zakładów, które kontynuowały produkcję elementów stalowych i pojazdów szynowych. 15 września 1948 minister przemysłu i handlu w porozumieniu z ministrem skarbu i prezesem Centralnego Urzędu Planowania wydał zarządzenie o utworzeniu przedsiębiorstwa państwowego Chorzowska Wytwórnia Konstrukcji Stalowych (w skrócie Konstal) podlegającego nadzorowi Zjednoczenia Przemysłu Taboru i Sprzętu Kolejowego w Poznaniu (w skrócie Tasko). 14 grudnia ukazało się ono w Monitorze Polskim i zaczęła obowiązywać nowa nazwa.
W 1947 również rozpoczęto produkcję dwuosiowych węglarek samowyładowczych w systemie Ziehla dla kolei wąskotorowych i zakładów przemysłowych. W latach 1947–1949 zakłady zbudowały 13 wagonów doczepnych dla Elektrycznych Kolei Dojazdowych wzorowanych na pojazdach produkcji English Electric z lat 20. 30 października 1948 odbyła się uroczystość wyprodukowania ostatniego elementu nośnego mostu Śląsko-Dąbrowskiego, a kilka tygodni później zakończono również produkcję mostu średnicowego w Warszawie. Pod koniec lat 40. rozpoczęto produkcję samowyładowczych wagonów do przewozu piasku typu 15W, a kilka lat później doposażony w budkę hamulcową typ 22W.
W 1949 wyprodukowano pierwszą lokomotywę kopalnianą, a od 1953 produkowano modyfikacje tramwaju typu N+ND oznaczone 4N+4ND, 5N+5ND, 4N1+4ND1 i 5N1+5ND1. Do 1955 przebudowano i unowocześniono zakład, głównie wydział budowy wagonów kolejowych i tramwajowych oraz lokomotyw kopalnianych. W połowie lat 50. uruchomiono produkcję wagonów samowyładowczych z przechylnym pudłem typów 61Ws, 62Ws, 63Ws, 65Ws, 66Ws i 409Va. W 1956 zlikwidowano wydział budowy wózków, który przez cały okres swego istnienia wyprodukował 4590 wózków. Rok później Konstal rozpoczął produkcję wieloosiowych wagonów dziobowych przeznaczonych do przewozu ładunków ciężkich i wielkogabarytowych, takich jak transformatory czy turbogeneratory. Początkowo były to 18-osiowe wagony typu 17Z, a następnie 16-osiowe 606Z przeznaczone do transportu towarów do i z ZSRR. W 1958 rozpoczęto eksportową produkcję taboru kolejowego, a w 1959 wykonano pierwszy egzemplarz tramwaju 13N wzorowanego na Tatrze T1. Był to ostatni typ tramwaju, którego projekt wykonało i dostarczyło Centralne Biuro Konstrukcyjne Przemysłu Taboru Kolejowego z Poznania.
W 1962 chorzowskie zakłady opuścił ostatni tramwaj z rodziny N, a rok później wykonano krótkie serie tramwajów typu 14N i 15N oraz WPK. W 1964 wagony 15W zastąpiono wagonami typów 401V, 401Va i 401Vb, a rok później fabryka zaczęła budowę wielkopojemnych wagonów samowyładowczych systemu Talbot. Pierwsze zamówienie na wagony typu 406V zostało złożone przez NRD, w następnych latach produkowano wersję 410V doposażoną w ogrzewanie pudła, a w 1981 i 1982 do Iraku dostarczono 1000 modeli 424V.
W 1967 powstał prototyp tramwaju przegubowego typu 102N, a w 1970 z fabryki wyjechał pierwszy wóz 102Na wyglądem nawiązujący do wagonu 13N oraz seria informacyjna wąskotorowych 802N. Pod koniec lat 60. Konstal opracował kilka koncepcji czteroosiowego tramwaju silnikowego z doczepą bierną, ale ostatecznie żaden z nich nie wszedł do produkcji. W 1973 powstał prototypowy wóz typu 105N, w 1977 jego wąskotorowa odmiana typu 105NW, a rok później wykonano niewielką serię wagonów 805N tożsamych z typem 105NW. W 1979 pojawiła się pierwsza zmieniona wersja „stopiątki” oznaczona jako 105Na.
W połowie lat 70. Tasko przeniosło z Zastalu do Konstalu produkcję samowyładowczych wagonów typu 902V na tor 1520 mm dla ZSRR oraz typu 411V na tor normalny. Wersja normalnotorowa była wytwarzana w wersji 411Va dla Węgier, 411Vb dla Albanii, Maroka i Polski, 411Vb/1 dla Bułgarii oraz 411Vc dla Czechosłowacji. Dodatkowo pod koniec lat 70. powstała niewielka seria wagonów samowyładowczych do przewozu tłucznia typu 416V, których konstrukcja była oparta na 411V. W latach 1979–1985 w ramach współpracy z amerykańskim przedsiębiorstwem Norca Machinery Company chorzowska fabryka wykonała wagon 16-osiowy i 24-osiowy dla kolei tureckich oraz wagon 24-osiowy i 32-osiowy dla Zakładów Remontowych Energetyki. Ponadto pracownicy Konstalu razem z Amerykanami i Włochami brali udział w projektowaniu tych pojazdów. Na początku lat 80. powstała także rozwojowa wersja wagonów 416V oznaczona jako 425V. Wersje 425Va i 425Vb trafiły do Iraku, a 425Vc na Węgry.
W 1987 Konstal dostarczył wagony dla kolei linowej Imperial w Karlowych Warach. W tym samym roku w zakładzie rozpoczęto także produkcję wagonów platform do przewozu kontenerów. Początkowo wytwarzano wagony typów 623Z i 623Za, rok później powstały odmiany 624Z i 624Za, a w 1989 do Hiszpanii wyeksportowano model 625Z. Atrakcyjne cenowo i dobrze wykonane wagony zapewniły producentowi kolejne zamówienia. W 1990 przedsiębiorstwo Intercontainer kupiło wagony 429Z i 429Zr, w 1992 430Z, a rok później 432Z.
W 1992 przedsiębiorstwo Allgemeine Elektrizitäts Gesellschaft w ramach promocji zaprezentowało w Polsce przegubowy tramwaj niskopodłogowy wyposażony w nowoczesną aparaturę elektryczną – silniki prądu przemiennego i falowniki. W 1993 Konstal planował wykonać 5 prototypowych wagonów tego typu, ale po rozeznaniu rynku i możliwości eksploatacyjnych przedsiębiorstw zaniechano tego pomysłu. MZK Warszawa zaproponowały wówczas stopniowe wprowadzanie nowoczesnych urządzeń elektrycznych i podzespołów do produkowanej w Chorzowie generacji 105N, co skutkowało powstaniem odmian oznaczonych b, e, g, p, f, 1k, 2k, m oraz z.
30 listopada 1993 zakłady złożyły arkusz podsumowujący w zakresie powszechnej prywatyzacji, natomiast 19 września 1994 podpisano akt notarialny, który wszedł w życie 1 grudnia wraz z rejestracją spółki w sądzie rejonowym i na mocy którego przedsiębiorstwo państwowe przekształcono w jednoosobową spółkę skarbu państwa o nazwie Konstal. 24 lipca 1995 przedsiębiorstwo znalazło się na podanej w rozporządzeniu premiera liście spółek skarbu państwa, których akcje zostaną wniesione do Narodowych Funduszy Inwestycyjnych. 23 października walne zgromadzenie akcjonariuszy Konstalu podjęło uchwałę o wniesieniu akcji spółki do NFI, a 31 października została ona zarejestrowana przez sąd. Z ogólnej liczby 1 360 000 akcji 60% zostało przeniesionych do NFI, 25% posiadał skarb państwa, a 15% było w rękach pracowników.
Na początku lat 90. prowadzono prace nad tramwajem z częściowo obniżoną podłogą. Ich rezultatem było wyprodukowanie w 1995 prototypowego wagonu typu 112N, a następnie w 1997 wykonanie dwóch egzemplarzy tramwaju typu 114Na.

### Część koncernu Alstom (od 1997)

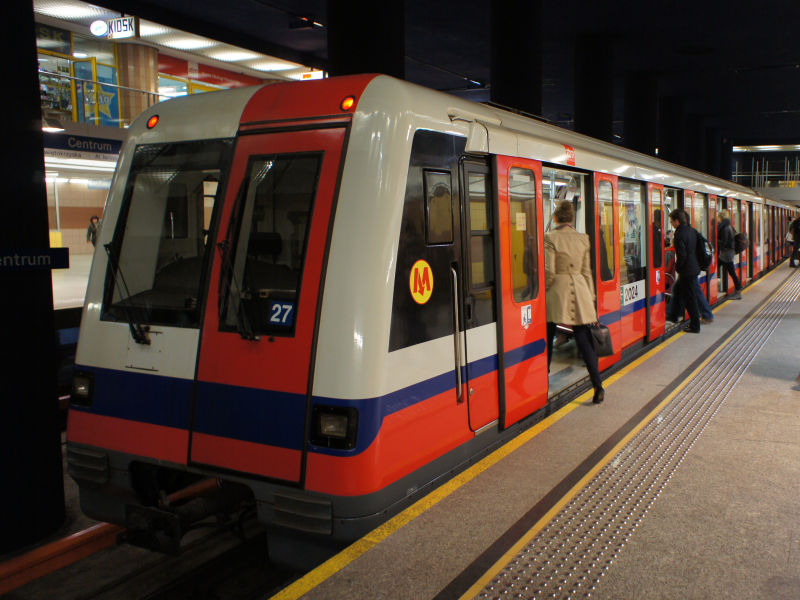
Skład Metropolis 98B Metra Warszawskiego

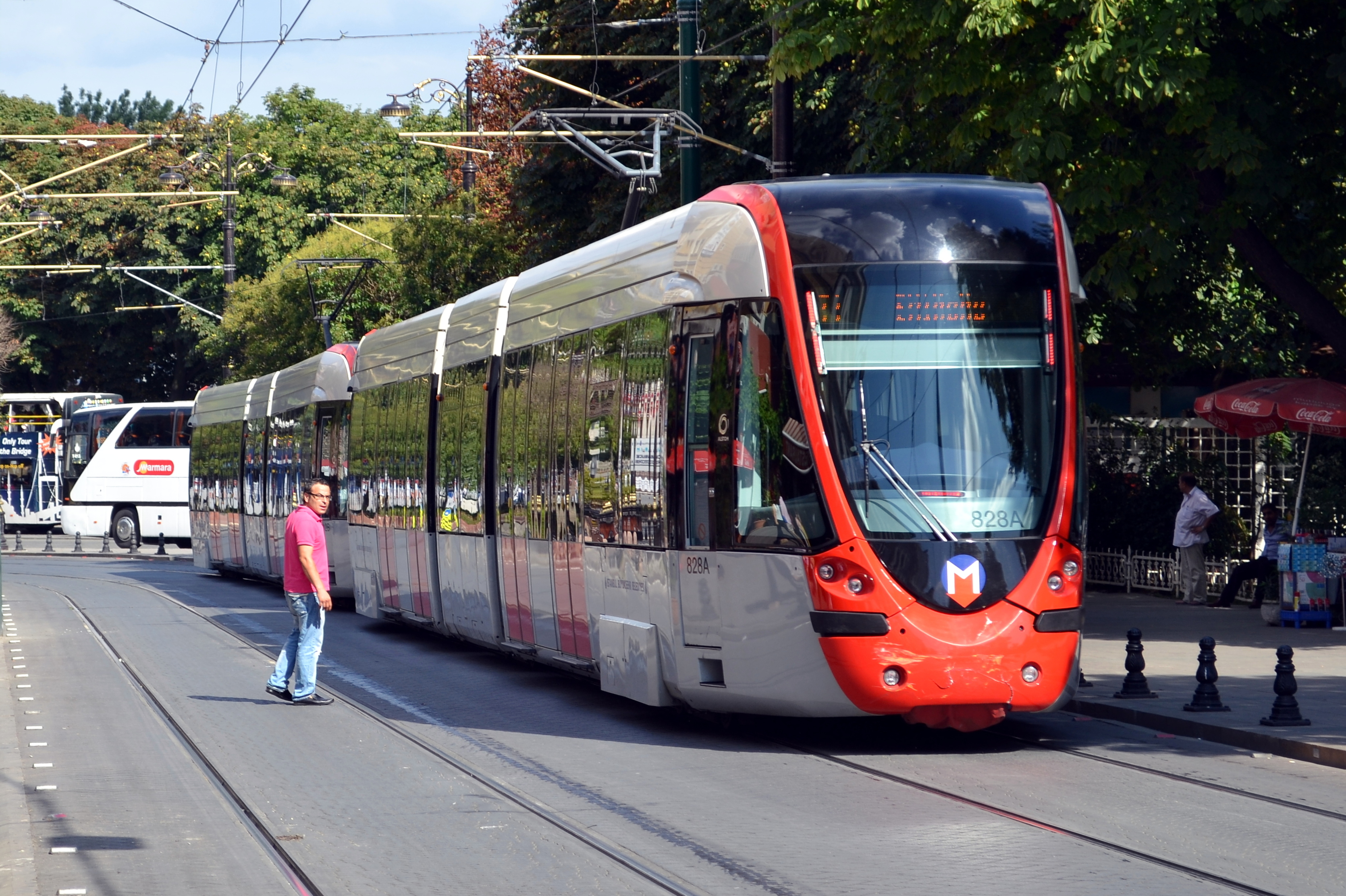
Citadis X-04 dla Stambułu

Niedługo po wniesieniu akcji Konstalu do NFI zakład Linke-Hofmann-Busch z Salzgitter będący częścią koncernu GEC Alsthom poszukiwał partnera w Europie Centralnej. Po rozpatrzeniu kandydatur różnych przedsiębiorstw wybrano chorzowskie zakłady, którym zlecono produkcję 580 podwozi do wagonów towarowych. Dzięki tej współpracy fabryka wznowiła prowadzoną przed wojną budowę wagonów cystern. Rozpoczęto wytwarzanie typów 450R, 451R i 210R.
W grudniu 1996 nadzwyczajne walne zgromadzenie akcjonariuszy uchwaliło podwyższenie kapitału akcyjnego Konstalu oraz możliwość wykupu akcji spółki przez GEC Alsthom. Wykup ten musiał zostać zaakceptowany przez ministra spraw wewnętrznych i administracji i 21 lutego 1997 wydał on pozytywną decyzję w tej sprawie. 28 lutego podpisano umowę, na mocy której GEC Alsthom wykupił pakiet akcji należący do NFI. W czerwcu 1997 koncern odkupił również prawie wszystkie akcje należące do pracowników i większość akcji zgromadzonych przez skarb państwa. Powołana została nowa rada nadzorcza, która powołała nowy zarząd z Hansem Peterem Engelem na czele. 22 czerwca 1998 GEC Alsthom zmienił nazwę na Alstom. Wówczas chorzowski zakład koncernu przemianowano na Alstom Konstal.
Równocześnie ze zmianami organizacyjnymi rozpoczęto restrukturyzację i modernizację infrastruktury zakładu. W marcu 1997 uruchomiono wydział zbiorników cystern, na przełomie 1997 i 1998 otwarto śrutownicę, a w 1998 oddano do użytku linię lakierniczą. Wzniesiono od podstaw nową halę oraz wyremontowano 40% powierzchni dachów i dróg na terenie zakładu. Ponadto rozpoczęto program kursów i szkoleń mający na celu podniesienie kwalifikacji załogi. Pod koniec lat 90. zakład zatrudniał około 900 osób. Zmiany strukturalne przyniosły również likwidację zakładowego biura konstrukcyjnego.
Alstom Konstal na początku swej działalności w ramach międzynarodowego holdingu rozpoczął produkcję nowych typów wagonów towarowych, ale podstawową działalnością fabryki nadal pozostawały tramwaje. W latach 1998–2001 przedsiębiorstwo dostarczyło polskim miastom niskopodłogowe wagony typów 116N, NGd99 i 116Nd oraz wysokopodłogowe 105N2k/2000. Ze względu na brak dalszych zamówień były to ostatnie tramwaje dostarczone przez fabrykę z Chorzowa. Rodzina wozu 105N stała się najdłużej i najliczniej produkowanym tramwajem w Polsce – w latach 1973–2001 powstało łącznie blisko 3500 wagonów w ponad 20 odmianach normalno- i wąskotorowych.
Na początku XXI w. koncern Alstom zdecydował, że chorzowski zakład nie będzie fabryką uniwersalną, lecz zdecydowano o jego specjalizacji. Alstom Konstal, prócz produkcji tramwajów, miał zajmować się konstruowaniem pojazdów metra. W poszukiwaniu kolejnych zamówień spółka brała udział w różnych przetargach. W latach 2001–2005 przedsiębiorstwo wyprodukowało i dostarczyło 14 pociągów Metropolis 98B dla warszawskiego metra. Do 2005 zakład zrealizował zamówienia na tramwaje Citadis dla Stambułu i pociągi metra Metropolis dla Budapesztu i Amsterdamu, a także brał udział w produkcji pojazdów Coradia i Coradia LINT dla przewoźników zagranicznych.
Koncern Alstom od momentu przejęcia chorzowskiego zakładu do końca 2006 zainwestował w niego 43,7 mln euro, zaś w 2007 – 4 mln euro. W tym okresie, prócz wymienionych wcześniej zmian dokonanych pod koniec lat 90., zainstalowano m.in. zdalnie sterowane suwnice oraz trawersy do transportu całych wagonów pomiędzy halami. W 2007 Alstom Konstal wznowił produkcję całych pociągów. Wówczas zakład budował także podwozia pojazdów TTNG dla SNCF, co było pierwszym przypadkiem, kiedy koleje francuskie wyraziły zgodę na wytwarzanie ich taboru poza granicami państwa. Pod koniec tego roku przedsiębiorstwo zatrudniało około 400 osób, w marcu 2011 miało 516 pracowników, zaś w połowie 2012 – około 800.
6 grudnia 2012 na terenie zakładu otwarto nową lakiernię i halę produkcyjno-montażową. Budynki pozwoliły zwiększyć dwukrotnie dotychczasową wydajność na poziomie 20 pudeł miesięcznie oraz zwiększyć zatrudnienie. Do października 2013 Alstom zainwestował w fabrykę w Chorzowie przeszło 260 mln zł, dzięki czemu była ona wówczas jednym z najnowocześniejszych zakładów produkujących tabor kolejowy tego koncernu oraz stała się centrum kompetencyjnym w zakresie taboru metra. W lutym 2014 w zakładzie został utworzony dział inżynierski wspierający procesy technologiczne. Na początku 2015 spółka zatrudniała 1000 osób, a w połowie 2016 – 1100. W tym samym roku przedsiębiorstwo zostało jednostką wiodącą w zakresie projektów związanych z pojazdami Coradia i pociągami metra wykonanymi z aluminium. 4 listopada 2016 Alstom Konstal podpisał z Politechniką Śląską umowę o partnerstwie, na mocy której absolwenci Wydziału Mechanicznego mają możliwość realizacji półrocznych staży z opcją zatrudnienia.
Na początku 2017 zapadła decyzja, że Alstom Konstal będzie produkował pociągi metra dla Dubaju. W związku z realizacją tego projektu zapowiedziano, że zakład zostanie rozbudowany o drugą, oddzielną linię produkcyjną. W maju tamtego roku spółka zatrudniała ponad 1200 osób.

## Działalność
Zakłady Alstom Konstal w Chorzowie, prócz biura w Warszawie, są jedynym w Polsce przedstawicielem transportowej części koncernu Alstom. Fabryka jest jednym z większych producentów zaopatrujących transport szynowy w Europie. Zajmuje się produkcją m.in.:
- wagonów metra z rodziny Metropolis,
- tramwajów z rodziny Citadis,
- podzespołów dla pojazdów z rodzin Coradia i Coradia LINT[33].

### Zestawienie produkcji

#### Tramwaje

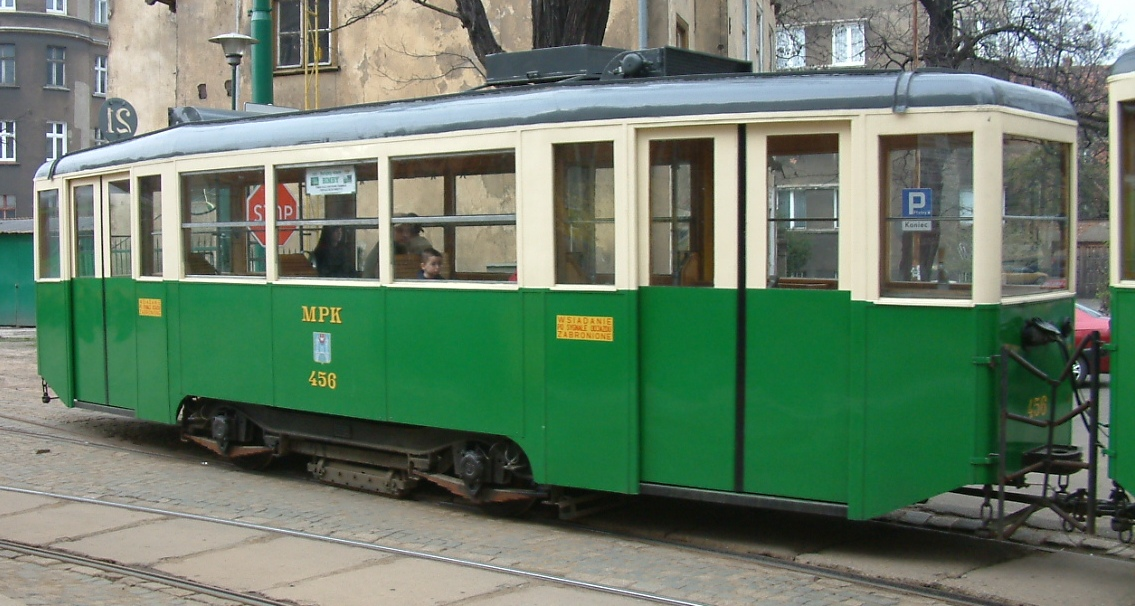
ND (1948–1956)

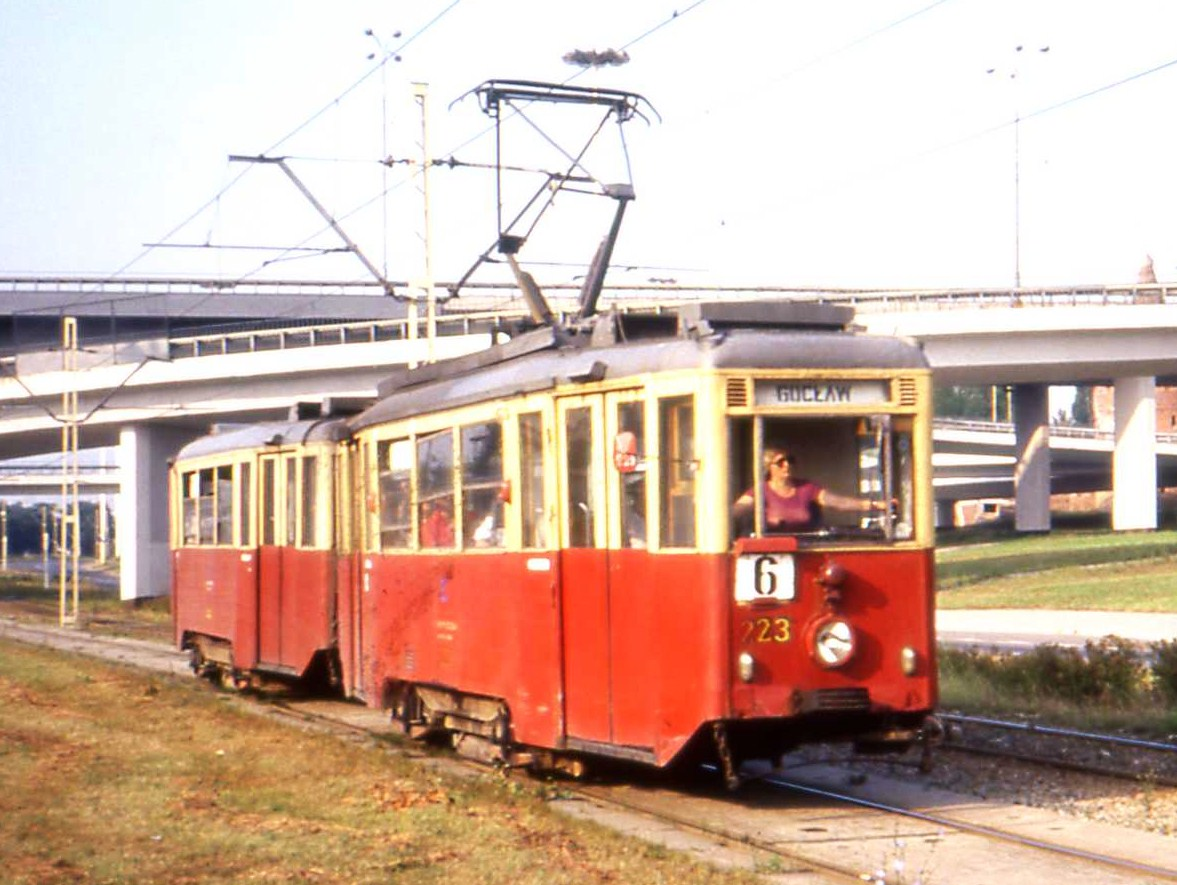
4N (1956–1957)

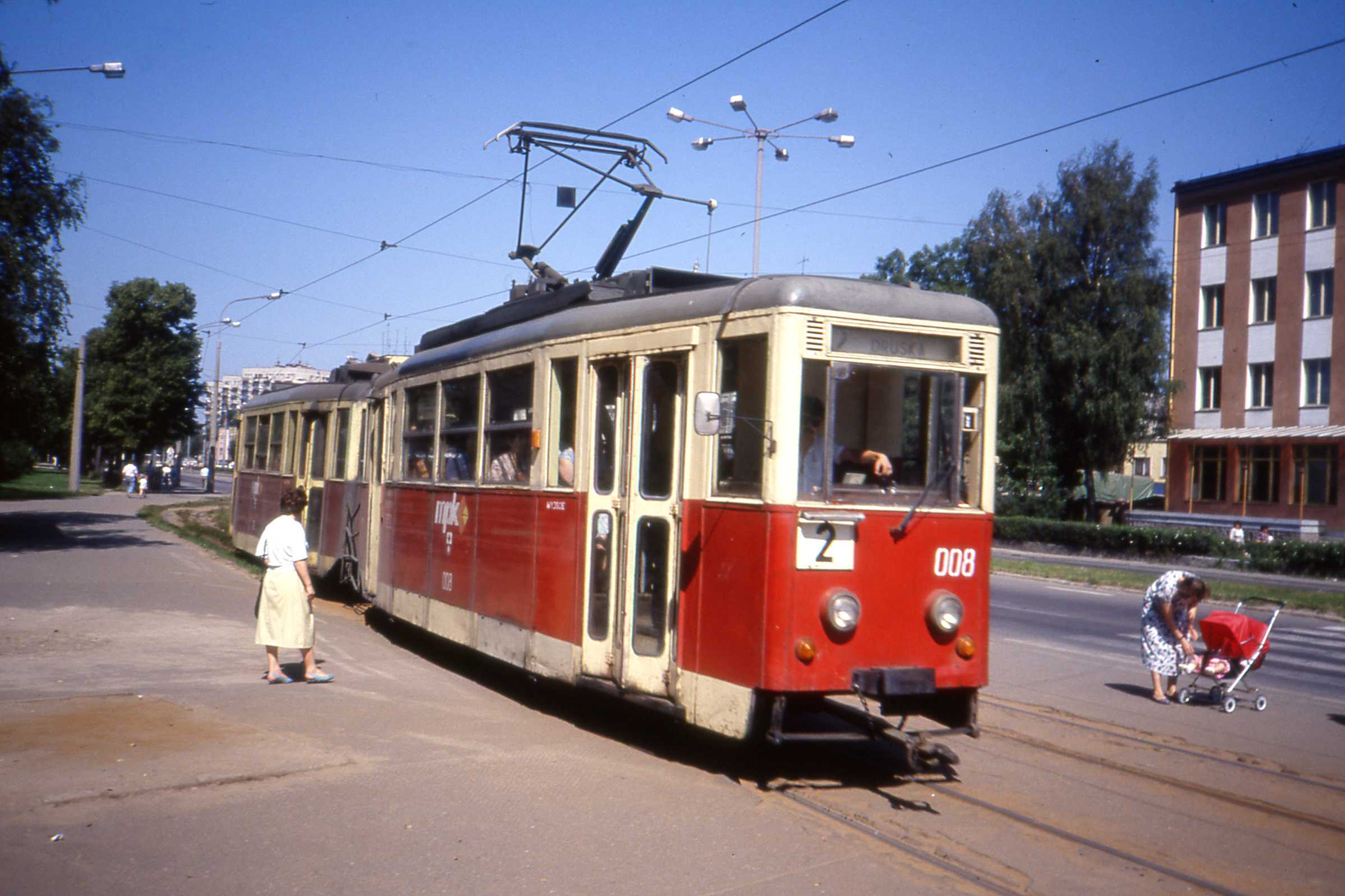
5N (1957)

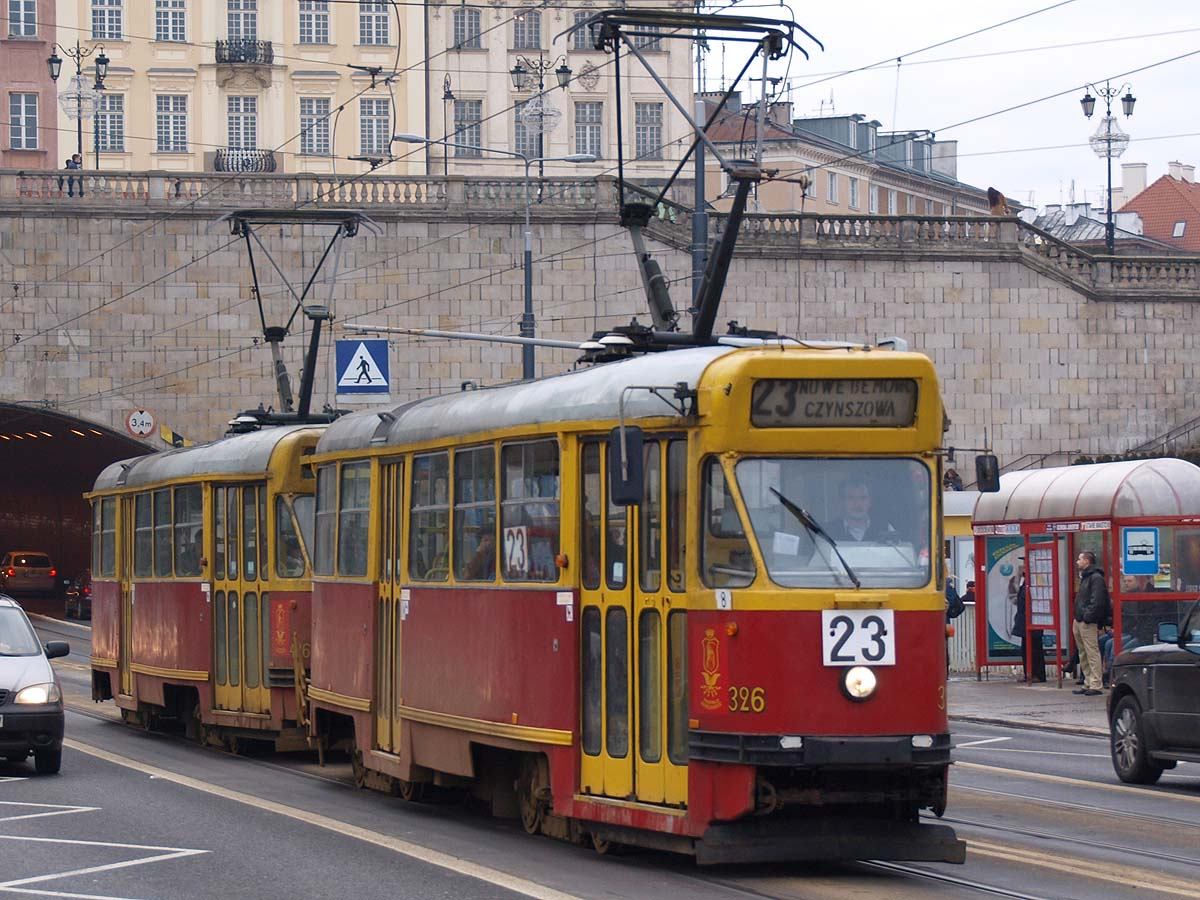
13N (1959–1969)

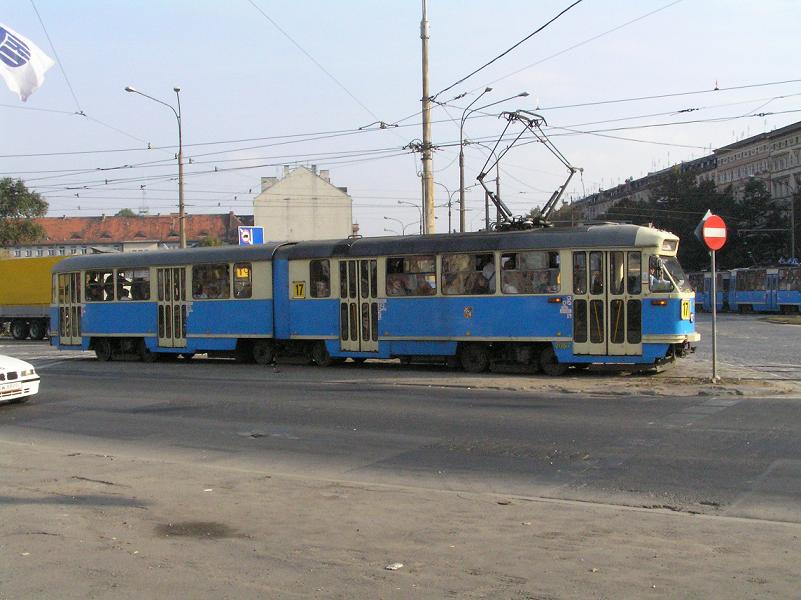
102Na (1970–1973)

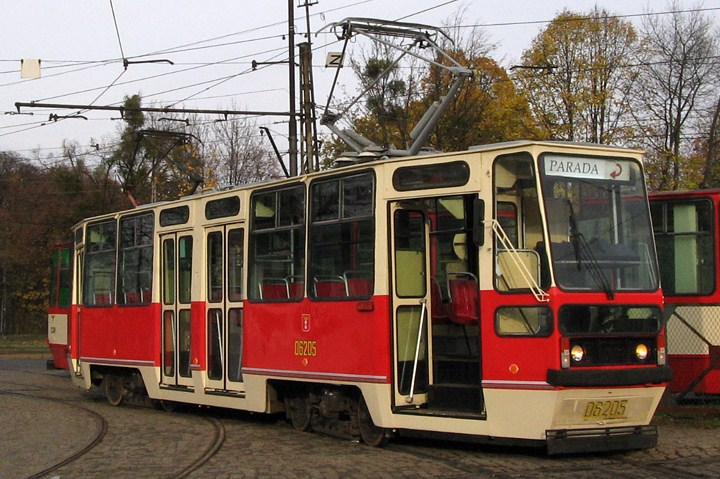
105N (1973–1979)

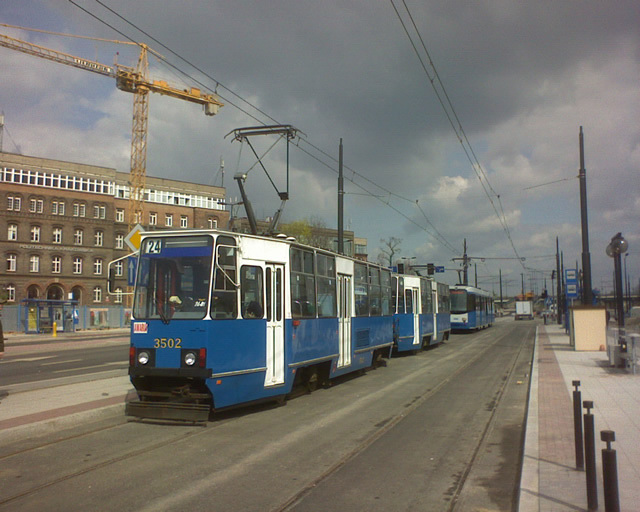
111N (1993)

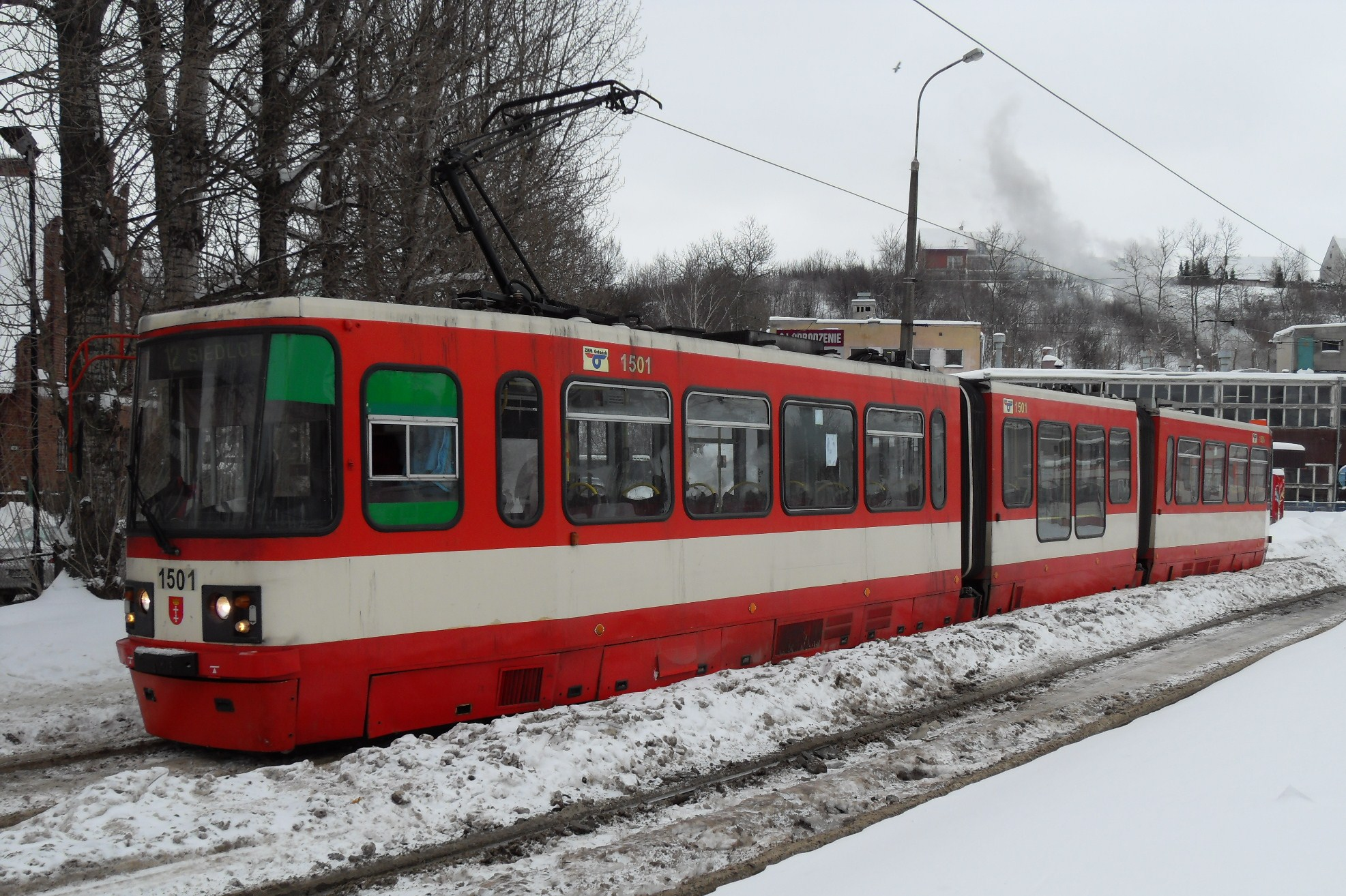
114Na (1997)

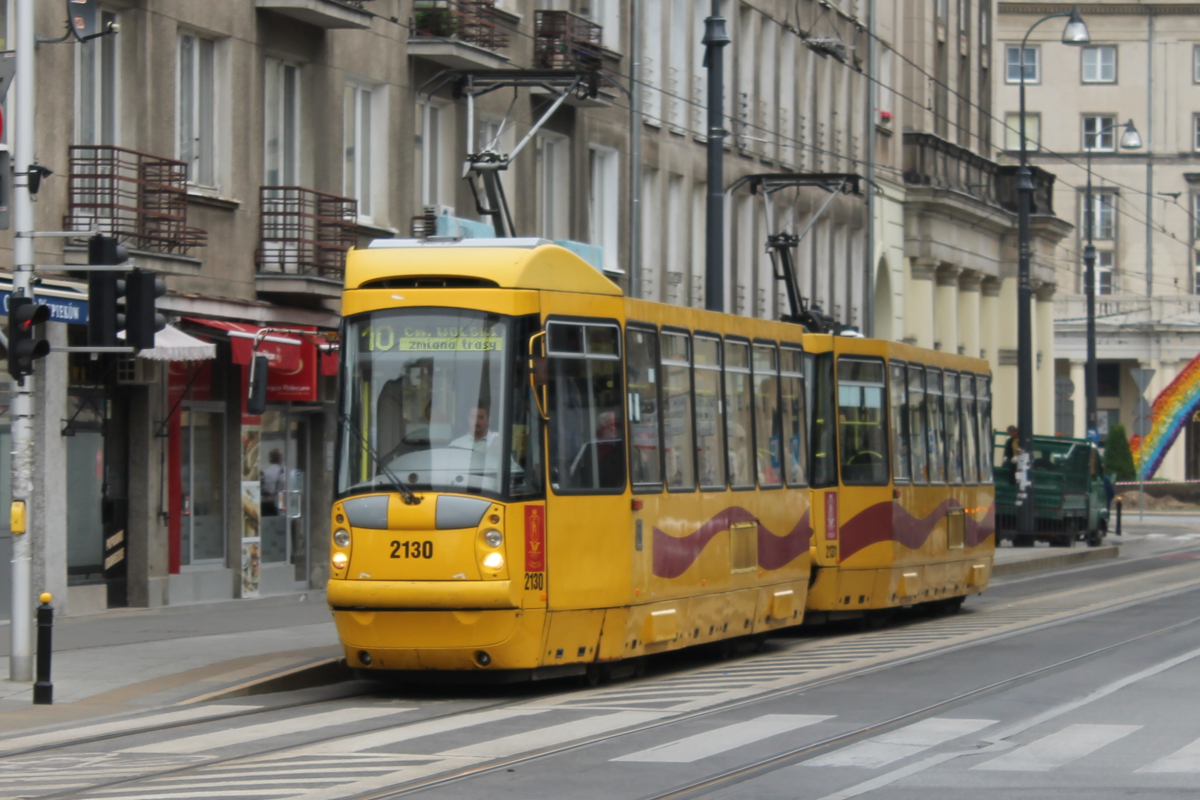
105N2k/2000 (2000–2001)

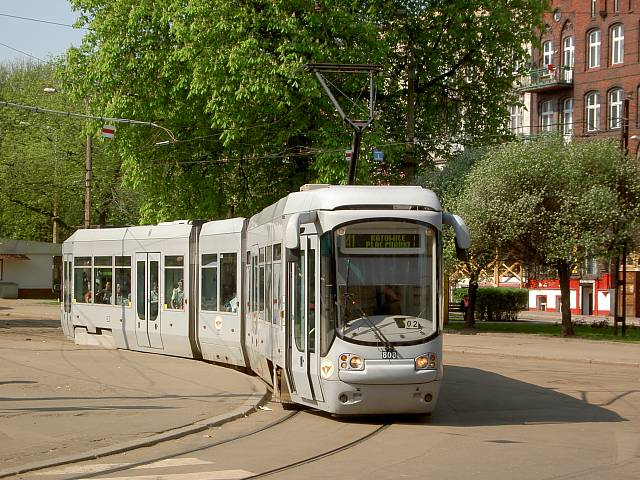
116Nd (2000–2001)

| Typ             | Rodzaj          | Rozstaw szyn | Lata produkcji | Liczba sztuk |
| --------------- | --------------- | ------------ | -------------- | ------------ |
| Bremen          | silnikowy       | 1435 mm      | 1931–1933      | 14           |
| Bremen          | doczepny        | 1435 mm      | 1931           | 12           |
| H               | silnikowy       | 1525 mm      | 1936–1937      | 19           |
| P15             | doczepny        | 1525 mm      | 1936–1938      | 30           |
| Chorzów         | silnikowy       | 1435 mm      | 1937–1940      | 9            |
| J               | silnikowy       | 1525 mm      | 1938           | 12           |
| TF40            | silnikowy       | 1435 mm      | 1940           | 40           |
| ND              | doczepny        | 1435 mm      | 1948–1956      | 478          |
| N               | silnikowy       | 1435 mm      | 1949–1956      | 486          |
| 2N              | silnikowy       | 1000 mm      | 1950–1956      | 148          |
| 2ND             | doczepny        | 1000 mm      | 1955           | 15           |
| 4N              | silnikowy       | 1435 mm      | 1956–1957      | 90           |
| 4ND             | doczepny        | 1435 mm      | 1957           | 80           |
| 4NJ             | silnikowy       | 1435 mm      | 1957           | 1            |
| 5N              | silnikowy       | 1000 mm      | 1957           | 39           |
| 5ND             | doczepny        | 1000 mm      | 1957           | 40           |
| 4N1             | silnikowy       | 1435 mm      | 1957–1962      | 335          |
| 4ND1            | doczepny        | 1435 mm      | 1958–1961      | 386          |
| 5ND1            | doczepny        | 1000 mm      | 1958–1961      | 36           |
| 5N1             | silnikowy       | 1000 mm      | 1958–1962      | 281          |
| 13N             | silnikowy       | 1435 mm      | 1959–1969      | 836          |
| 15N             | silnikowy       | 1435 mm      | 1963           | 1            |
| WPK             | silnikowy       | 1435 mm      | 1963           | 4            |
| 14N             | silnikowy       | 1435 mm      | 1963–1967      | 2            |
| 14ND            | doczepny        | 1435 mm      | 1967           | 1            |
| 102N            | silnikowy       | 1435 mm      | 1967–1970      | 42           |
| 13NS            | silnikowy       | 1435 mm      | 1968           | 3            |
| 13NSD           | doczepny czynny | 1435 mm      | 1968           | 3            |
| 802N            | silnikowy       | 1000 mm      | 1970           | 5            |
| 102Na           | silnikowy       | 1435 mm      | 1970–1973      | 435          |
| 102NaW          | silnikowy       | 1000 mm      | 1973           | 20           |
| 102Nd           | silnikowy       | 1435 mm      | 1973           | 22           |
| 803N            | silnikowy       | 1000 mm      | 1973–1974      | 171          |
| 105N            | silnikowy       | 1435 mm      | 1973–1979      | 980          |
| 105NW           | silnikowy       | 1000 mm      | 1977           | 4            |
| 106N            | silnikowy       | 1435 mm      | 1977–1987      | 7            |
| 805N            | silnikowy       | 1000 mm      | 1978           | 25           |
| 805Na           | silnikowy       | 1000 mm      | 1979–1990      | 691          |
| 105Na           | silnikowy       | 1435 mm      | 1979–1992      | 1443         |
| 105NT           | silnikowy       | 1435 mm      | 1985–1989      | 13           |
| 105Nb           | silnikowy       | 1435 mm      | 1988           | 1            |
| 805NS           | silnikowy       | 1000 mm      | 1989–1990      | 10           |
| 106Na           | silnikowy       | 1435 mm      | 1991–1992      | 4            |
| 105Nb           | silnikowy       | 1435 mm      | 1992–1993      | 14           |
| 111N            | silnikowy       | 1435 mm      | 1993           | 6            |
| 105Ne           | silnikowy       | 1435 mm      | 1993           | 18           |
| 105Ng           | silnikowy       | 1435 mm      | 1993           | 2            |
| 805Nb           | silnikowy       | 1000 mm      | 1993–1994      | 6            |
| Konstal 105Nb/e | silnikowy       | 1435 mm      | 1994           | 6            |
| 105Np           | silnikowy       | 1435 mm      | 1994           | 2            |
| 105Nf           | silnikowy       | 1435 mm      | 1994–1996      | 44           |
| 105N1k          | silnikowy       | 1435 mm      | 1995           | 2            |
| 112N            | silnikowy       | 1435 mm      | 1995           | 1            |
| 105N2k          | silnikowy       | 1435 mm      | 1995–2000      | 60           |
| 105Nm           | silnikowy       | 1435 mm      | 1996–1997      | 14           |
| 105Nz           | silnikowy       | 1435 mm      | 1997           | 2            |
| 114Na           | silnikowy       | 1435 mm      | 1997           | 2            |
| 116N            | silnikowy       | 1435 mm      | 1998           | 1            |
| 116Na           | silnikowy       | 1435 mm      | 1998           | 2            |
| 116Na/1         | silnikowy       | 1435 mm      | 1998–2000      | 26           |
| NGd99           | silnikowy       | 1435 mm      | 1999–2000      | 4            |
| 105N2k/2000     | silnikowy       | 1435 mm      | 2000–2001      | 45           |
| 105N2k/2000     | doczepny czynny | 1435 mm      | 2000–2001      | 31           |
| 116Nd           | silnikowy       | 1435 mm      | 2000–2001      | 17           |

1. 1 2 3  Wartość podana w zestawieniu produkcji fabryki jest zaznaczona jako niepewna.
2. ↑  Wersja prototypowa.
3. ↑  Wersja produkowana seryjnie.

#### Wagony metra

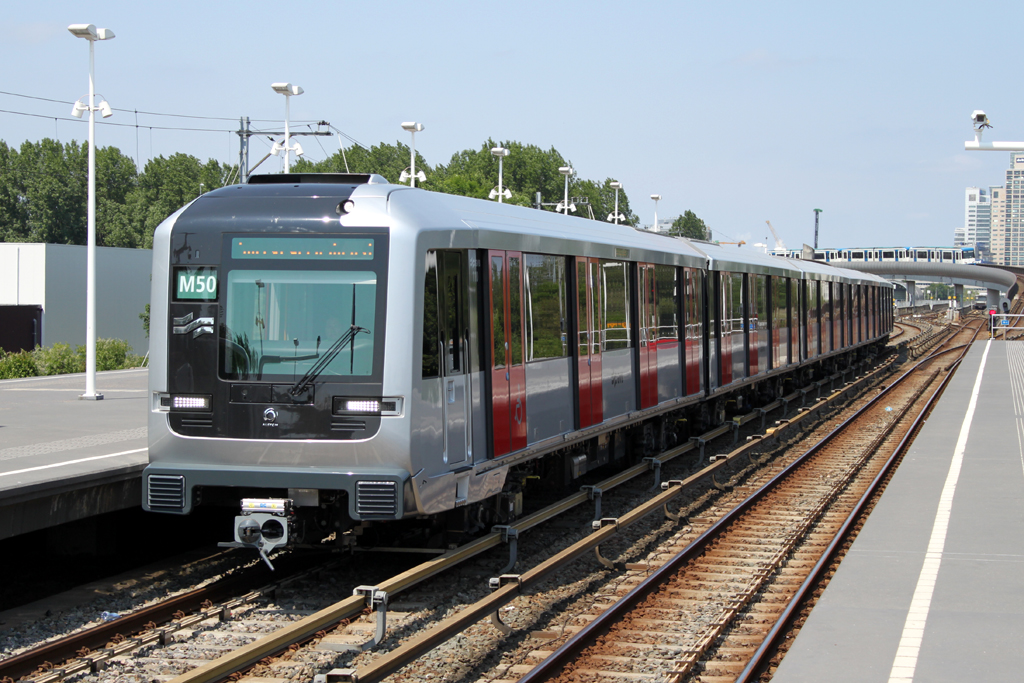
Alstom Metropolis M5 (2011–2015)

| Model                    | Odbiorca  | Lata produkcji | Liczba pociągów |
| ------------------------ | --------- | -------------- | --------------- |
| Alstom Metropolis 98B    | Warszawa  | 2001–2004      | 14              |
| Alstom Metropolis AM5-M2 | Budapeszt | 2007–2011      | 22              |
| Alstom Metropolis AM4-M4 | Budapeszt | 2012–2013      | 15              |
| Alstom Metropolis M5     | Amsterdam | 2011–2015      | 28              |
| Alstom Metropolis        | Rijad     | od 2015        | 69              |
| Alstom Metropolis        | Dubaj     | od 2017        | 50              |

#### Wagony silnikowe
| Pojazd | Rodzaj      | Lata produkcji | Liczba sztuk |
| ------ | ----------- | -------------- | ------------ |
| ESCx   | spalinowy   | 1936           | 1            |
| EN80   | elektryczny | 1947–1949      | 13           |

#### Wagony towarowe
| Rok  | Liczba wagonów |
| ---- | -------------- |
| 1945 | 6              |
| 1946 | 543            |
| 1947 | 905            |
| 1948 | 863            |
| 1949 | 257            |
| 1950 | 486            |
| 1951 | 831            |
| 1952 | 752            |
| 1953 | 608            |
| 1954 | 836            |
| 1955 | 492            |
| 1956 | 398            |
| 1957 | 566            |
| 1958 | 657            |
| 1959 | 509            |

| Rok  | Liczba wagonów |
| ---- | -------------- |
| 1960 | 518            |
| 1961 | 623            |
| 1962 | 691            |
| 1963 | 803            |
| 1964 | 828            |
| 1965 | 624            |
| 1966 | 844            |
| 1967 | 497            |
| 1968 | 324            |
| 1969 | 655            |
| 1970 | 653            |
| 1971 | 770            |
| 1972 | 750            |
| 1973 | 750            |
| 1974 | 923            |

| Rok  | Liczba wagonów |
| ---- | -------------- |
| 1975 | 1036           |
| 1976 | 1140           |
| 1977 | 1121           |
| 1978 | 1056           |
| 1979 | 954            |
| 1980 | 945            |
| 1981 | 514            |
| 1982 | 743            |
| 1983 | 645            |
| 1984 | 315            |
| 1985 | 380            |
| 1986 | 481            |
| 1987 | 475            |
| 1988 | 531            |
| 1989 | 484            |

#### Lokomotywy kopalniane

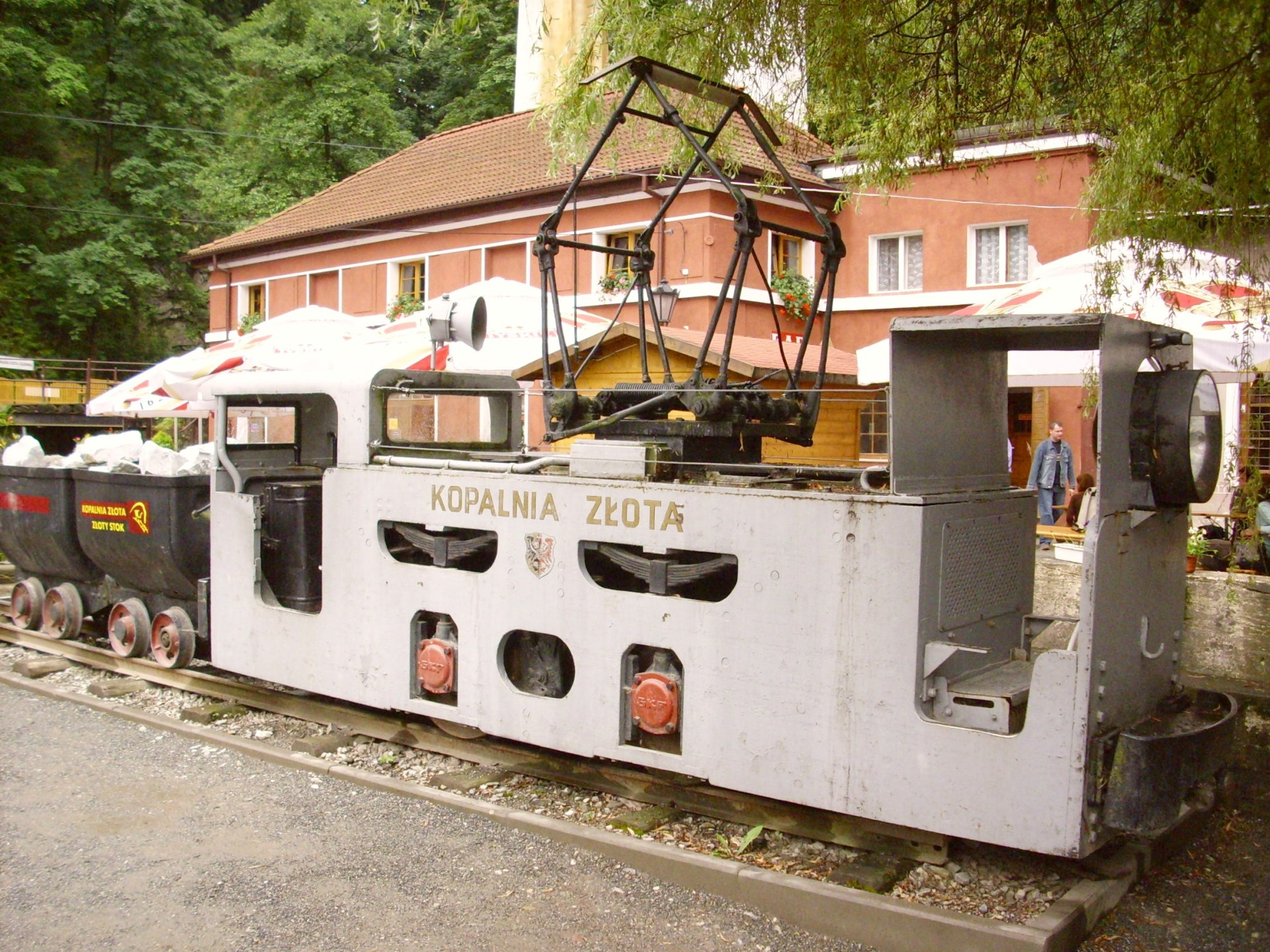
Ld1

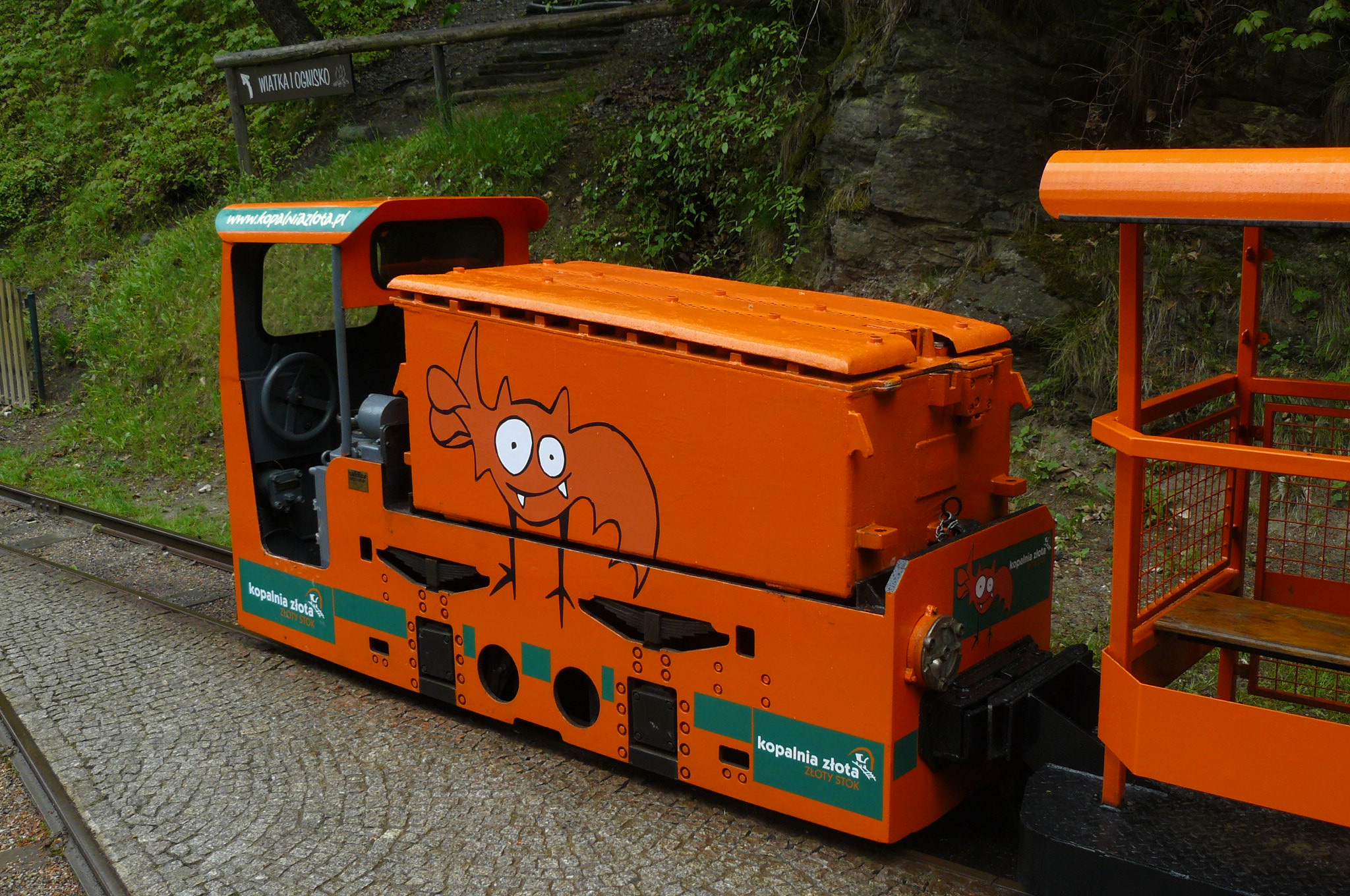
Ldag05M

| Typ                | Rodzaj                    | Rozstaw szyn | Lata produkcji                 | Liczba sztuk |
| ------------------ | ------------------------- | ------------ | ------------------------------ | ------------ |
| Ld1                | elektryczna przewodowa    | 450–625 mm   | 1949–1960                      | ?            |
| Ld2                | elektryczna przewodowa    | 550–700 mm   | 1949–1960                      | ?            |
| Ld3                | elektryczna przewodowa    | 750–1050 mm  | 1951–?                         | ?            |
| Karlik             | elektryczna akumulatorowa | 550–625 mm   | 1955–1968                      | około 660    |
| Ld20               | elektryczna przewodowa    | 550–750 mm   | 1958–II poł. lat 60.           | ?            |
| Ld10               | elektryczna przewodowa    | 450–625 mm   | 1960–II poł. lat 60.           | ?            |
| Ld30 i podtypy     | elektryczna przewodowa    | 750–1050 mm  | 1960–II poł. lat 60.           | ?            |
| Ldag05 i podtypy   | elektryczna akumulatorowa | 500–750 mm   | 1962–1975                      | około 330    |
| Ldag05M i podtypy  | elektryczna akumulatorowa | 430–750 mm   | ?                              | ?            |
| Lda20              | przewodowo-akumulatorowa  | 900 mm       | 1966–1969                      | około 40     |
| Ld20M              | elektryczna przewodowa    | 550–750 mm   | II poł. lat 60.–I poł. lat 70. | ?            |
| Ld30M              | elektryczna przewodowa    | 750–1050 mm  | II poł. lat 60.–I poł. lat 70. | ?            |
| Ld10M              | elektryczna przewodowa    | 450–625 mm   | II poł. lat 60.–1990           | ?            |
| Ld21 i podtypy     | elektryczna przewodowa    | 550–700 mm   | 1969–?                         | ?            |
| Ld31 i podtypy     | elektryczna przewodowa    | 800–1050 mm  | 1971–?                         | ?            |
| Lep20              | elektryczna przewodowa    | 750–900 mm   | 1972–1974                      | kilka        |
| LeaBM12 i podtypy  | akumulatorowa             | 450–750 mm   | 1972–1974                      | ?            |
| LeaBM12T i podtypy | akumulatorowa             | 450–900 mm   | 1974–1988                      | ?            |
| Lds100             | spalinowa                 | 550–750 mm   | ?                              | 5            |
| Ldp45              | pneumatyczna              | 750 mm       | 1987–1992                      | 8            |
| LDT21/2 i LDT31/2  | ?                         | ?            | 1992                           | kilka        |
| LEA12P             | elektryczna akumulatorowa | 470–900 mm   | 1992–?                         | ?            |

#### Mosty

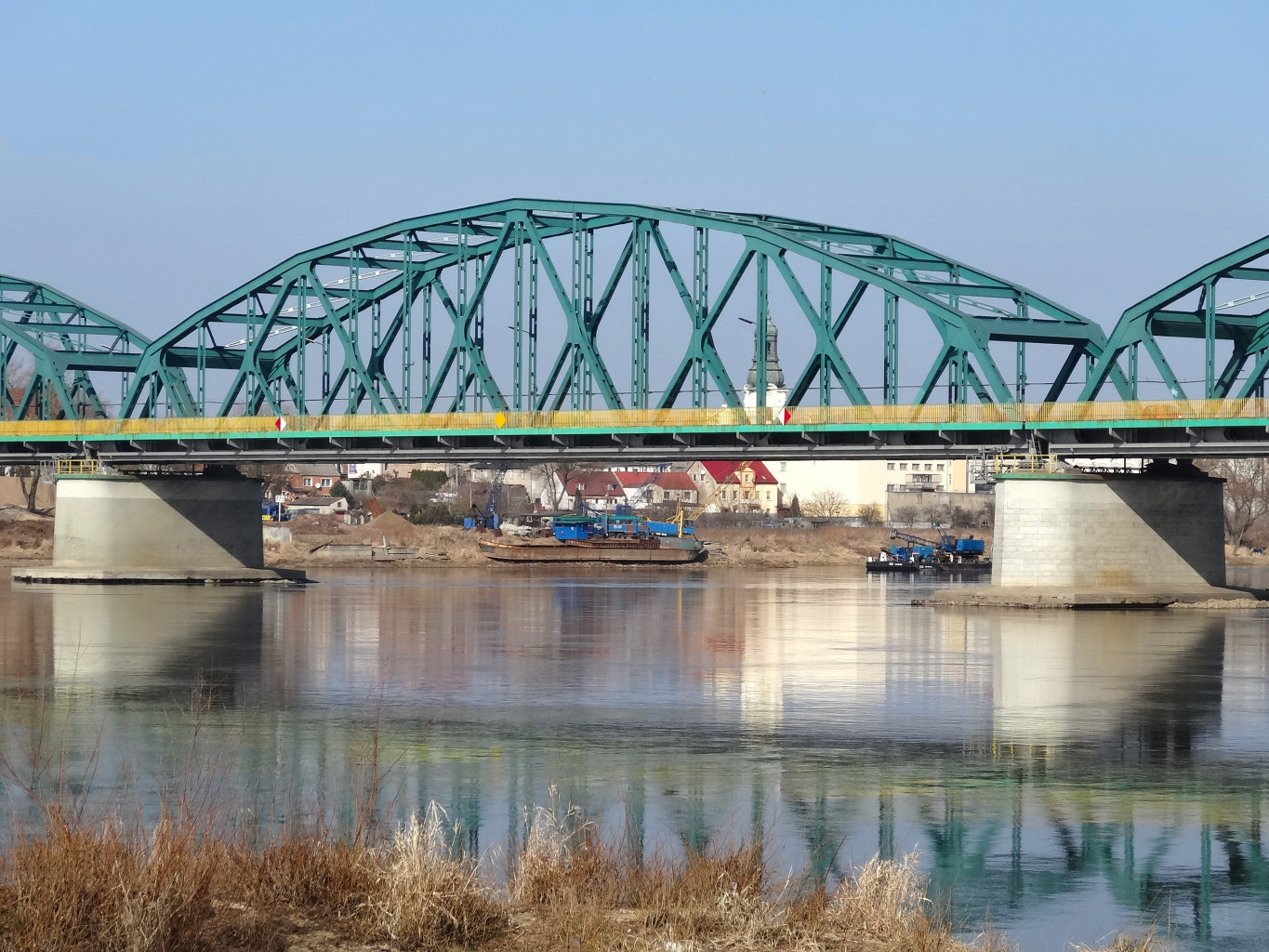
Most fordoński w Bydgoszczy (1952)

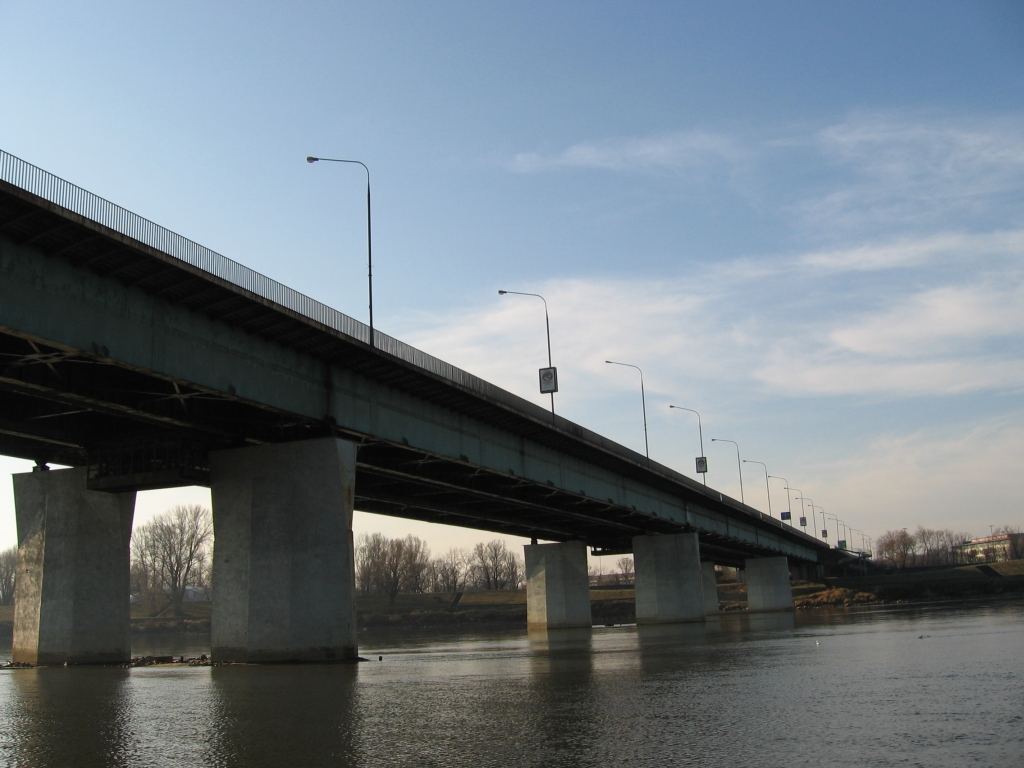
Most Łazienkowski w Warszawie (1973)

| Nazwa                       | Rodzaj                        | Lokalizacja        | Lata konstrukcji |
| --------------------------- | ----------------------------- | ------------------ | ---------------- |
| –                           | kolejowy                      | Wittenberga (Łaba) | 1895–1920        |
| Most Humboldta              | ?                             | Berlin             | 1895–1920        |
| Most Mościckiego            | drogowy                       | Puławy (Wisła)     | 1932             |
| Most Poniatowskiego         | drogowy                       | Warszawa (Wisła)   | 1945–1946        |
| Most Piłsudskiego           | drogowy                       | Toruń (Wisła)      | 1947             |
| Most Śląsko-Dąbrowski       | drogowy                       | Warszawa (Wisła)   | 1948             |
| Most Legionów Piłsudskiego  | kolejowo-drogowy              | Płock (Wisła)      | 1948             |
| Most średnicowy             | kolejowy                      | Warszawa (Wisła)   | 1949             |
| Most Dębnicki               | drogowy                       | Kraków (Wisła)     | 1950             |
| Most fordoński              | kolejowo-drogowy              | Bydgoszcz (Wisła)  | 1952             |
| Most Gdański                | kolejowo-drogowy dwupoziomowy | Warszawa (Wisła)   | 1958             |
| Most przez Wisłę w Chełmnie | drogowy                       | Chełmno (Wisła)    | 1961–1963        |
| Most Łazienkowski           | drogowy                       | Warszawa (Wisła)   | 1973             |

## Dyrektorzy i prezesi
| Od   | Do   | Osoba                 | Funkcja                   | Przedsiębiorstwo                           |               |
| ---- | ---- | --------------------- | ------------------------- | ------------------------------------------ | ------------- |
| 1945 | 1948 | Władysław Wachniewski | dyrektor naczelny         | Chorzowska Wytwórnia Mostów i Wagonów      | [ 55 ] [ 7 ]  |
| 1948 | 1949 | Władysław Wachniewski | dyrektor naczelny         | Chorzowska Wytwórnia Konstrukcji Stalowych | [ 55 ] [ 7 ]  |
| 1950 | 1953 | Józef Wanat           | dyrektor naczelny         | Chorzowska Wytwórnia Konstrukcji Stalowych | [ 55 ] [ 7 ]  |
| 1953 | 1955 | Józef Trzcionka       | dyrektor naczelny         | Chorzowska Wytwórnia Konstrukcji Stalowych | [ 55 ] [ 7 ]  |
| 1955 | 1966 | Henryk Całka          | dyrektor naczelny         | Chorzowska Wytwórnia Konstrukcji Stalowych | [ 55 ] [ 7 ]  |
| 1966 | 1969 | Tadeusz Ruciński      | dyrektor naczelny         | Chorzowska Wytwórnia Konstrukcji Stalowych | [ 55 ] [ 7 ]  |
| 1969 | 1973 | Józef Kornecki        | dyrektor naczelny         | Chorzowska Wytwórnia Konstrukcji Stalowych | [ 55 ] [ 7 ]  |
| 1973 | 1991 | Henryk Bałaziński     | dyrektor naczelny         | Chorzowska Wytwórnia Konstrukcji Stalowych | [ 55 ] [ 7 ]  |
| 1991 | 1991 | Tadeusz Kudzelka      | p.o. dyrektora naczelnego | Chorzowska Wytwórnia Konstrukcji Stalowych | [ 55 ] [ 7 ]  |
| 1991 | 1994 | Edward Jarnańczyk     | dyrektor naczelny         | Chorzowska Wytwórnia Konstrukcji Stalowych | [ 55 ] [ 24 ] |
| 1994 | 1997 | Edward Jarnańczyk     | prezes zarządu            | Konstal                                    | [ 55 ] [ 24 ] |
| 1997 | 1998 | Hans Peter Engel      | prezes zarządu            | Konstal                                    | [ 55 ] [ 56 ] |
| 1998 | 2001 | Hans Peter Engel      | prezes zarządu            | Alstom Konstal                             | [ 55 ] [ 56 ] |
| 2001 | 2011 | Teresa Kłusek         | prezes zarządu            | Alstom Konstal                             | [ 57 ]        |
| 2011 |      | Radosław Jerzy Banach | prezes zarządu            | Alstom Konstal                             | [ 58 ] [ 1 ]  |